# امیکرون ماهی
امیکرون ماهی یک ستاره است که در صورت فلکی ماهی قرار دارد.